# Drynaria mollis
Drynaria mollis är en stensöteväxtart som beskrevs av Richard Henry Beddome. Drynaria mollis ingår i släktet Drynaria och familjen Polypodiaceae. Inga underarter finns listade.